# Brachycephalus atelopoide
Brachycephalus atelopoide é uma espécie de anfíbio da família Brachycephalidae. Endêmica do Brasil, pode ser encontrada apenas no município de Piquete, no estado do São Paulo. Considerada um sinônimo de Brachycephalus ephippium em 1955, foi elevada a espécie distinta em 2010.